# Tore Lokoloko
Tore Lokoloko, född 21 september 1930, död 13 mars 2013, var Papua Nya Guineas generalguvernör från 1 mars 1977 till 1 mars 1983.